# Raymond Salles
Raymond Julien Salles (ur. 18 lipca 1920 w Paryżu, zm. 15 czerwca 1996 w Créteil) – francuski wioślarz, złoty medalista olimpijski.
Wystąpił na igrzyskach olimpijskich w Helsinkach w 1952 roku, gdzie Francuzi w składzie: Raymond Salles, Gaston Mercier i Bernard Malivoire (sternik) zdobyli złoty medal w dwójkach ze sternikiem. W finale o 3,5 sekundy pokonali osadę Wspólnej Reprezentacji Niemiec, a o 6,3 sekund wyprzedzili osadę Danii. Był to jego jedyny start olimpijski.
Ponadto zdobył złoty medal w dwójkach podwójnych na igrzyskach śródziemnomorskich w Barcelonie (1955). 